# Zbieranka
Zbieranka (ukr. Збиранка, Zbyranka) – wieś na Ukrainie, w obwodzie lwowskim, w rejonie lwowskim (wcześniej w rejonie żółkiewskim). Miejscowość liczy 149 mieszkańców (2023).